# 潘士遴
潘士遴（1587年—1663年），字叔献，号青蓮，浙江湖州府烏程縣籍，安吉州人，明朝政治人物。

## 生平
潘士達弟。万历三十七年（1609年）己酉科浙江乡试第二十名举人，天启二年（1622年）壬戌科三甲第九十三名进士。刑部观政，三年十月授行人司行人，出使滇南，平定苗乱有功，崇祯元年考选，擢云南道監察御史。三年因事降调归里，筑室于康山，闭门著述。八年起补福建盐运司知事，十年升大理寺右寺副，十一年升大理寺正，升礼部主客司员外郎，十二年升礼部祠祭司郎中，十三年升湖广右参议，改江西南昌道右参议，十四年升江西湖西道副使。逾年，以病乞归。明亡，归隐山中，卒年七十七。有《尚书苇籥》五十八卷。